# Agave acicularis
Espèce
Agave acicularis est une espèce de plantes du genre Agave.